# 古森孝英
古森 孝英（こもり たかひで、1953年、岡山県 - ）は、日本の歯学者・歯科医師。学位は、歯学博士（東京医科歯科大学・1986年）（学位論文「カルシウム沈澱法による骨・非コラーゲン性タンパク質の分別 」）。神戸大学大学院医学研究科外科系講座口腔外科学分野教授。日本外傷歯学会副会長。

## 略歴
1979年東京医科歯科大学卒業、1986年同大学院修了、以後東京大学助手、講師を務め、1998年より神戸大学教授。
1986年、東京医科歯科大学より歯学博士の学位を得る。学位論文の題は「カルシウム沈澱法による骨・非コラーゲン性タンパク質の分別 」。

## 所属団体
- 日本口腔外科学会 理事[3]、指導医[4]、専門医[5]
- 日本口腔科学会 理事[6]
- 日本外傷歯学会副会長[7]、認定医[8]
- 日本口腔感染症学会 常務理事[9]
- 日本レーザー歯学会  理事[10]、指導医[4]、認定医[4]
- 日本顎関節学会 元指導医[4]、元認定医[4]
- 日本がん治療認定医機構暫定教育医[11]
- 日本顎変形症学会 評議員[12]

## 著書
- 古森孝英 著「第3章 歯科用レーザー機器の特色  2.CO2レーザー  ベル・ラクサー CO2レーザー」、松本光吉、Loh Hong Sai 編『歯科用レーザーの臨床　臨床基本編』医歯薬出版〈歯界展望 別冊〉、1994年12月。
- 古森孝英 著「第2章 軟組織への応用  腫瘍の蒸散・切除」、松本光吉、Loh Hong Sai 編『歯科用レーザーの臨床 疾患対応編』医歯薬出版〈歯界展望 別冊〉、1995年6月。
- 古森孝英 編『日常の口腔外科はじめから』永末書店、2004年11月20日。ISBN 4-8160-1141-2。
- 古森孝英 編『医療従事者のための口腔外科学』永末書店、2006年11月3日。ISBN 978-4-8160-1169-6。
- 古森孝英 編『歯科衛生士講座 歯科衛生士のための口腔外科学』永末書店、2011年10月5日。ISBN 978-4-8160-1233-4。
- 古森孝英 編『こんな患者さんが歯科に来たときは？ 全身疾患・口腔外科疾患に対する診療マニュアル』第一歯科出版、東京都品川区、2011年12月1日。ISBN 978-4-924858-58-9。